# Schminkea pacifica
Schminkea pacifica är en kvalsterart som beskrevs av Jürgen Schwoerbel 1984. Schminkea pacifica ingår i släktet Schminkea och familjen Pionidae. Inga underarter finns listade i Catalogue of Life.